# Yeşilçam, Boyabat
Yeşilçam là một xã thuộc huyện Boyabat, tỉnh Sinop, Thổ Nhĩ Kỳ. Dân số thời điểm năm 2011 là 44 người.